# Uno Kvist
Nils Uno Gunnar Kvist, född 1 oktober 1932 i Raus, Malmöhus län, död 11 december 2017 i Lund i Skåne län, var en svensk handbollsspelare. Han spelade "back", det vill säga niometersspelare.

## Karriär
Kvist började spela i Näsby IF men bytte klubb i Kristianstad till IFK Kristianstad 1950. Under sin tid i IFK Kristianstad 1950-57 spelade han 104 matcher (295 mål). Han spelade 72 matcher i obruten följd och  55 matcher i rad med mål. Meriterna blev stora då detta var IFK Kristianstad stora år på femtiotalet. Han vann 2 allsvenska seriesegrar  och 2 SM-guld 1952 och 1953. därtill 3 SM-silver 1951, 1954 och 1955. Han spelade 18 SM-matcher då SM avgjordes i cupform och gjorde 40 mål i dessa. Han vann 6 DM-guld med IFK Kristianstad. 1957 bytte han klubb till Lugi HF. De två första säsonger i Lugi spelade han i division 2. 1959 tog sig Lugi upp i allsvenskan och blev direkt en toppklubb där. Uno vann inget SM-guld inomhus i Lugi men tog ännu ett SM-silver 1960. 1960 var han med i Lugis lag som tog hem SM i utehandboll. Han spelade 70 allsvenska matcher och gjorde 278 mål för Lugi i högsta ligan. 1963 ramlade Lugi ur allsvenskan men återkom året därpå och Uno Kvist var med och spelade upp Lugiallsvenskan. 1964 återvände Kvist till IFK Kristianstad och spelade division 2 handboll några säsonger. Uno Kvist var en av de populäraste handbollsspelarna och spelade en publikfriande handboll.
Uno Kvist spelade också sju A-landskamper  1956-1957 med 11 gjorda mål. Enligt svensk handbolls statistik nu bara 6 landskamper men en trolig utomhuslandskamp saknas i den statistiken

## Biografi
Uno Kvist utbildade sig till folkskollärare, sedan till  adjunkt och blev slutligen metodiklektor i lärarutbildningen. Han blev 1974 rektor för Nyvångsskolan i Dalby och arbetade där till sin pensionering 1998.